# Tract 90
Observações sobre certas passagens nos Trinta e Nove Artigos (em inglês: Remarks on Certain Passages in the Thirty-Nine Articles), mais conhecidas como Tract 90 (em português: Tratado 90) foi um panfleto teológico escrito pelo teólogo inglês e clérigo John Henry Newman e publicado em 1841. É o mais famoso e controverso dos Tratados para os Tempos produzidos pela primeira geração do Movimento Anglo-Católico de Oxford.
No Tract 90, Newman se engajou em um exame detalhado dos Trinta e Nove Artigos de Religião, sugerindo que as negações de tais artigos, padrão doutrinário chave para a Igreja Anglicana, não foram dirigidas contra o credo autorizado dos católicos romanos, mas somente contra os erros e exageros populares. O raciocínio de Newman teve sua base nos escritos de Francis de Sancta Clara e William Palmer, embora Newman afirme ter ignorado o tratado contemporâneo de Palmer em XXXIX Articulos.

O propósito do Tract 90, em comum com os outros na série, era estabelecer a alegação de que a identidade eclesiológica fundamental da Igreja da Inglaterra era católica e não protestante. Ele acreditava que os trinta e nove artigos não deviam ser interpretados pela intenção original dos autores em particular, mas, se fossem adotados como um verdadeiro formulário anglicano, deviam ser interpretados à luz da doutrina católica. Newman acreditava que os artigos defendiam a verdadeira doutrina católica e, na explicação da escrita do tratado ele diz:
“...o grande obstáculo estava nos 39 artigos. Foi instalado aqui que fosse uma nota positiva contra o anglicanismo. O anglicanismo afirmava que a Igreja da Inglaterra não era mais uma continuação  neste país (como a Igreja de Roma poderia estar na França ou na Espanha) daquela igreja da qual antigamente Atanásio e Agostinho eram membros. Mas, se assim for, a doutrina deve ser a mesma, a doutrina da Igreja Velha deve viver e falar em formulários anglicanos nos 39 artigos....que sim, é isto que eu mantive, fez em susbstância em um sentido verdadeiro. O homem fizera o seu pior para desfigurar, mutilar a velha verdade católica, mas ali estava, apesar deles, ainda nos Artigos.
Newman percebeu que sua posição na Igreja da Inglaterra baseava-se na aprovação pública e da igeja de uma interpretação dos documentos anglicanos em um sentido católico. Esse era o objetivo do tratado. Se fracassasse, Newman sabia que os homens partiriam para Roma. Ele ficou certo, depois que o Tract 90 fora denunciado. Pois, se a Igreja da Igreja não podia aceitar sua própria catolicidade, tinha pouco a oferecer aos cristãos católicos em seu rebanho.
Ele escreveu: 
“Eu não ocuparia o cargo de uma Igreja que não permitisse meu senso dos Artigos”. 
E disse ainda: 
“Não houve conversos em Roma, até depois da condenação do Tract 90”.  
Newman posteriormente converteu-se  à fé católica romana, onde ele foi posteriormente elevado a cardeal.

## Conteúdo
O Tract 90 é dividido nas seguintes seções:
1. Introdução
2. Sagrada Escritura e Autoridade da Igreja
3. Justificação somente pela fé
4. Funciona antes e depois da justificação
5. A Igreja Visível
6. Conselhos Gerais
7. Purgatório, Perdões, Imagens, Relíquias e Invocação de Santos
8. Os Sacramentos
9. Transubstanciação
10. Missas
11. Casamento do Clero
12. As homilias
13. O Bispo de Roma
14. Conclusão